# Kinetoskop

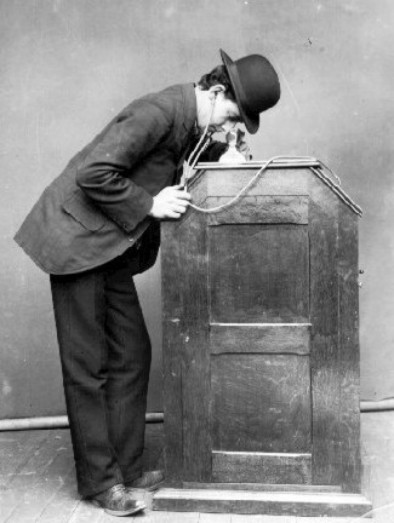

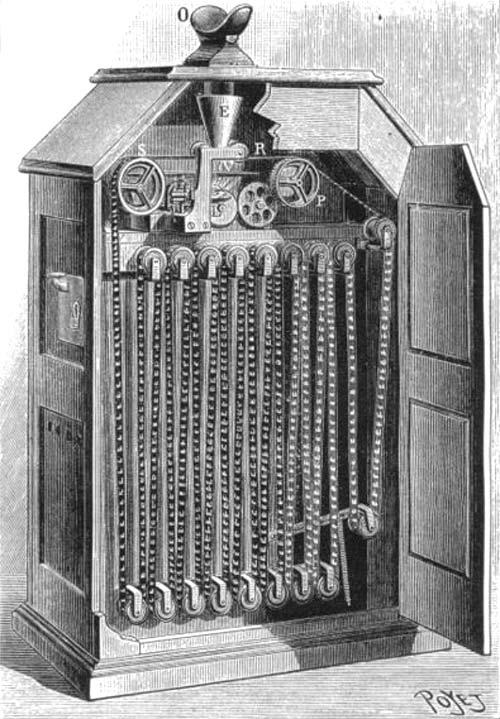
Vnitřek přístroje

Kinetoskop byl jedním z prvních zařízení umožňujících přehrávání pohyblivých obrazů. Tento přístroj, vyvinutý Thomasem Edisonem a jeho zaměstnancem Williamem Kennedym Lauriem Dicksonem, byl poprvé představen v roce 1891. I když nešlo o filmový projektor, kinetoskop přinesl základní principy filmové projekce, které se staly standardem pro budoucí vývoj kinematografie.

## Jak to funguje
Kinetoskop byl určen pro jednoho diváka, který pozoroval děj přes okulár. V přístroji byl v nekonečné smyčce veden celuloidový film široký 1⅜ palce (cca 35 mm) a dlouhý 20 metrů. Elektromotor uváděl filmový pás do pohybu, přičemž světlo z žárovky osvětlovalo jednotlivé snímky prostřednictvím štěrbinového mechanismu. Rychlost promítání byla 46 políček filmu za vteřinu.

## Příběh
Kinetoskop byl poprvé představen veřejnosti na světové výstavě v Chicagu v roce 1893. Komerční využití začalo o rok později s otevřením prvního kinetoskopového salonu na Broadwayi v New Yorku 14. dubna 1894. Salon byl vybaven deseti kinetoskopy, z nichž každý přehrával jiný krátký film produkovaný Edison Manufacturing Company (studio Black Maria), například známou scénu Blacksmith Scene nebo Ott’s Sneeze, jež je považována za první filmovou komedii v historii. Návštěvníci mohli za 25 centů použít pět z těchto zařízení.
Brzy nato byly další salony otevřeny v Chicagu, San Franciscu a později i v Evropě. V roce 1895 vznikla Deutsch Oesterreichische Edison Kinetoskope Compagnie. Ve stejném roce byl kinetoskop předveden na Národopisné výstavě českoslovanské v Praze.

## Kombinace obrazu a zvuku
Edison později vybavil kinetoskop fonografem, který přehrával zvuk synchronizovaný s pohyblivými obrazy, například zpěv. Tato inovace byla nazývána kinetofonem a představovala další krok směrem k propojení obrazu a zvuku ve filmové tvorbě.
Kinetoskop znamenal významný milník v dějinách kinematografie, přestože byl brzy nahrazen zařízeními pro projekci filmů na plátno, která umožnila sdílet filmový zážitek s větším publikem.